# Иван Икономов (инженер)
Вижте пояснителната страница за други личности с името Иван Икономов.
Иван (Вано) Тенов Икономов е български революционер, деец на Вътрешната македоно-одринска революционна организация (ВМОРО), инженер.

## Биография
Роден е на 3 март 1881 година в българския южномакедонски град Кукуш, който тогава е в Османската империя, днес Килкис, Гърция, в семейството на Тено Икономов и Магда Янова-Икономова. Сред седемте му братя и сестри са революционерите Гоце Икономов, участник в създаването през 1895 година на Кукушкия революционен комитет, и Димитър (Мицо) Икономов.
Завършва кукушкото класно училище в 1893 година и постъпва в Солунската българска мъжка гимназия. Завършва я в 1900 година с петнадесетия випуск.
Става учител в родния си град Кукуш и се включва в дейността на ВМОРО. През учебната 1902/1903 година е задържан заедно с Димитър Гълъбов и Гоце Вангелов. 
Участва в подготовката на Илинденско-Преображенското въстание и е четник в сборната чета на Кръстьо Асенов. Димитър Влахов го споменава в мемоарите си като активен македонски революционер.
Заминава да следва инженерство в Гентския университет, Белгия. През 1912 – 1913 г. взима участие в Балканската война. По време на Междусъюзническата война е опожарен родният му град Кукуш и близките му се преселват в България. Иван Икономов се връща в Белгия и се дипломира като инженер (1914), след което участва в Първата световна война такъв; приравнен капитан, началник на 5-и пътен участък от 7-а пехотна дивизия. За заслуги във войната е награден с орден „За гражданска заслуга“, V степен. Пленен е и освободен през 1919 г. До края на живота си работи в България като инженер.
Участва като делегат от Татарпазарджишкото македонско братство в обединителния конгрес на Македонската федеративна организация и Съюза на македонските емигрантски организации от януари 1923 година.
Женен е за Люба Бичева (1893 – 1978) също от Кукуш, възпитаничка на Солунската българска девическа гимназия, випуск XIX (1910), учителка.
Иван Икономов умира на 10 февруари 1938 година в София.

## Родословие
|                          |                          |                          |                          | Тено Икономов            | Тено Икономов            | Тено Икономов | Тено Икономов | Тено Икономов                  | Тено Икономов                  |                                |                                | Магда Янова                    | Магда Янова                    | Магда Янова | Магда Янова | Магда Янова                 | Магда Янова                 |                             |                             |                             |                             |  |  |                           |                           |                           |                           |                           |                           |  |  |  |  |  |  |  |  |  |  |
|                          |                          |                          |                          | Тено Икономов            | Тено Икономов            | Тено Икономов | Тено Икономов | Тено Икономов                  | Тено Икономов                  |                                |                                | Магда Янова                    | Магда Янова                    | Магда Янова | Магда Янова | Магда Янова                 | Магда Янова                 |                             |                             |                             |                             |  |  |                           |                           |                           |                           |                           |                           |  |  |  |  |  |  |  |  |  |  |
|                          |                          |                          |                          |                          |                          |               |               |                                |                                |                                |                                |                                |                                |             |             |                             |                             |                             |                             |                             |                             |  |  |                           |                           |                           |                           |                           |                           |  |  |  |  |  |  |  |  |  |  |
|                          |                          |                          |                          |                          |                          |               |               |                                |                                |                                |                                |                                |                                |             |             |                             |                             |                             |                             |                             |                             |  |  |                           |                           |                           |                           |                           |                           |  |  |  |  |  |  |  |  |  |  |
| Гоце Икономов (1876 – ?) | Гоце Икономов (1876 – ?) | Гоце Икономов (1876 – ?) | Гоце Икономов (1876 – ?) | Гоце Икономов (1876 – ?) | Гоце Икономов (1876 – ?) |               |               | Димитър Икономов (1878 – 1957) | Димитър Икономов (1878 – 1957) | Димитър Икономов (1878 – 1957) | Димитър Икономов (1878 – 1957) | Димитър Икономов (1878 – 1957) | Димитър Икономов (1878 – 1957) |             |             | Иван Икономов (1881 – 1938) | Иван Икономов (1881 – 1938) | Иван Икономов (1881 – 1938) | Иван Икономов (1881 – 1938) | Иван Икономов (1881 – 1938) | Иван Икономов (1881 – 1938) |  |  | Люба Бичева (1893 – 1978) | Люба Бичева (1893 – 1978) | Люба Бичева (1893 – 1978) | Люба Бичева (1893 – 1978) | Люба Бичева (1893 – 1978) | Люба Бичева (1893 – 1978) |  |  |  |  |  |  |  |  |  |  |
| Гоце Икономов (1876 – ?) | Гоце Икономов (1876 – ?) | Гоце Икономов (1876 – ?) | Гоце Икономов (1876 – ?) | Гоце Икономов (1876 – ?) | Гоце Икономов (1876 – ?) |               |               | Димитър Икономов (1878 – 1957) | Димитър Икономов (1878 – 1957) | Димитър Икономов (1878 – 1957) | Димитър Икономов (1878 – 1957) | Димитър Икономов (1878 – 1957) | Димитър Икономов (1878 – 1957) |             |             | Иван Икономов (1881 – 1938) | Иван Икономов (1881 – 1938) | Иван Икономов (1881 – 1938) | Иван Икономов (1881 – 1938) | Иван Икономов (1881 – 1938) | Иван Икономов (1881 – 1938) |  |  | Люба Бичева (1893 – 1978) | Люба Бичева (1893 – 1978) | Люба Бичева (1893 – 1978) | Люба Бичева (1893 – 1978) | Люба Бичева (1893 – 1978) | Люба Бичева (1893 – 1978) |  |  |  |  |  |  |  |  |  |  |